# Język hawajski
Język hawajski (haw. ʻōlelo Hawaiʻi) – język Hawajczyków, rdzennych mieszkańców Hawajów.
Należy do grupy polinezyjskiej rodziny języków austronezyjskich. Jest blisko spokrewniony z językami: rarotonga, tuamotu, maoryskim i tahitańskim, bardziej odległe pokrewieństwo łączy go z samoańskim, fidżyjskim i innymi językami używanymi w Polinezji. Wykazuje słabsze pokrewieństwo z językami malajsko-polinezyjskimi Azji Południowo-Wschodniej oraz z obszaru Oceanu Indyjskiego.
Język hawajski jest językiem wymierającym. Od 1900 roku liczba użytkowników hawajskiego, dla których jest on językiem rodzimym spadła z 37 000 do 1000, z czego połowa użytkowników jest już w wieku co najmniej 70 lat.
Na większości hawajskich wysp został zastąpiony językiem angielskim i nie jest szeroko wykorzystywany jako język codziennego użytku. Wyjątkiem jest, ze względu na jej izolację (zamierzoną) od wpływów cywilizacyjnych, wyspa Niʻihau.
Język hawajski charakteryzuje się bardzo małą liczbą fonemów – podobnie jak jego polinezyjscy krewni. Posiada tylko 8 spółgłosek i 5 samogłosek. Szczególnie interesujący jest brak fonemu /t/ – zaledwie kilka języków wykazuje taki brak. Zbiór fonemów hawajskiego tworzą spółgłoski: /p/, /k/, /ʔ/ (zwarcie krtaniowe, po hawajsku ʻokina, zapisywany jako pojedynczy otwierający apostrof ‘), /m/, /n/, /w/, /v/, /l/, /b/ oraz samogłoski: /a/, /e/, /i/, /o/, /u/. Fonemy /v/ i /w/ zapisywane są za pomocą tej samej litery 'w' (alfabet hawajski). Wymawiana jest ona jako /w/ jedynie na początku słowa.
Po każdej spółgłosce zawsze występuje samogłoska, tworząc razem dwuliterową sylabę. Samogłoski w akcentowanych sylabach wymawiane są dłużej, a w piśmie oznaczane makronem. Samogłoski mogą występować parami lub nawet w trójkach (np. lūʻau – tradycyjna uroczystość hawajska).
Kategorie gramatyczne są wyrażane przede wszystkim przedrostkami i słowami posiłkowymi. Czasownik odróżnia tylko czas przeszły i nieprzeszły. Hawajski jest też jednym z języków, które w 1 osobie l. mn. i liczby podwójnej rozróżniają zaimki osobowe według tego, czy „my” obejmuje rozmówcę, czy też nie, tj. kākou – 'my wraz z tobą', mākou – 'my, ale bez ciebie'.
Z Hawajami i językiem hawajskim kojarzy się, nie bez podstaw, słowo aloha, najpopularniejsze powitanie wśród mieszkańców wysp (używane jest także jako pożegnanie). Dalsze jego znaczenia to romantyczna miłość, afekt lub po prostu najlepsze życzenia.
Drugim co do użyteczności w codziennych kontaktach słowem jest mahalo, czyli „dziękuję”.
Słowo Hawaje w języku hawajskim (w zapisie Hawaiʻi) wymawiane jest [həˈʋɐj.ʔi], jednakże Amerykanie, przenosząc zwyczaj z angielskiego, wymawiają /həˈwɐj.ʔi/ (w języku angielskim Hawaii czyta się /həˈwaɪ.i/).
Uwaga: wiki w języku hawajskim znaczy „szybko, w pośpiechu”, a więc wiki wiki będzie oznaczać „bardzo szybko”, tak jak np. w nazwie firmy 'Wiki Wiki Messenger Service' (bardzo szybkie usługi kurierskie). Z tego słowa też się wzięła nazwa wiki.